# Dryopithecus

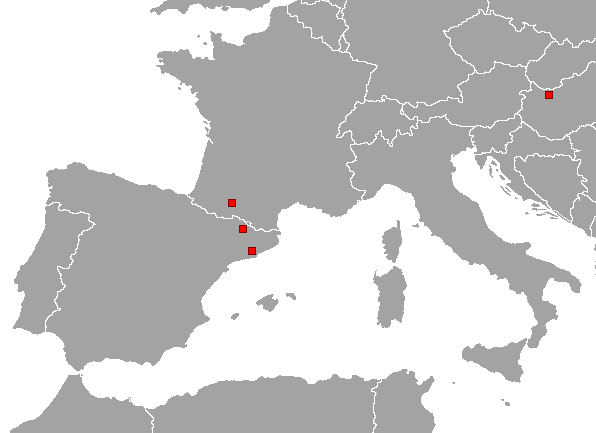
Einige Fundorte von Fossilien der Gattung Dryopithecus

 Dryopithecus  ist eine ausgestorbene Gattung der Altweltaffen, die während des Miozäns in Afrika, Europa und Asien verbreitet war. Für Funde aus Afrika wird ein Alter zwischen 17 und 12 Millionen Jahren ausgewiesen.
Nach Dryopithecus wurde die als Dryopithecinenmuster bezeichnete Anordnung der fünf Höcker („Tubercula“) auf den Zahnkronen der hinteren Backenzähne benannt, die auch bei den von ihm – oder seinen nahen Verwandten – abstammenden, frühen Menschenaffen (Hominiden) vorhanden ist.

## Namensgebung
Die Bezeichnung der Gattung Dryopithecus wurde von Édouard Armand Lartet im Jahr 1856 von den altgriechischen Wörtern δρῦς (drýs) für „Eiche“ und πίθηκος (píthēkos) für „Affe“ abgeleitet. Dryopithecus bedeutet somit sinngemäß „Affe aus dem Eichenwald“ und verweist auf die Entdeckung des ersten Fossils bei Saint Gaudens (Frankreich), wo zusammen mit dem ersten Fossilfund Reste von Eichen geborgen wurden. Das Epitheton der Typusart, Dryopithecus fontani, wurde zu Ehren des „aufgeklärten Naturalisten“ und Fossilien-Finders, Monsieur Fontan aus Saint-Gaudens, gewählt.
1957 wurde das erste in Kärnten entdeckte Menschenaffen-Fossil (ein 12,5 Mio. Jahre altes, rechtes Unterkiefer-Fragment mit erhaltenem Schneidezahn, Prämolar P3 – Molar M1 sowie mehrere zugehörige einzelne Zähne) als lokale Unterart interpretiert und als Dryopithecus fontani carinthiacus benannt.

## Merkmale
Bei den recht zahlreichen Funden, die der Gattung zugeordnet wurden, handelt es sich zumeist um einzelne Zähne, um Unterkiefer- und andere Knochen-Fragmente; ein vollständiges Skelett wurde bisher nicht gefunden. Aufgrund der beschränkten Aussagekraft solcher Funde über ihre verwandtschaftlichen Verbindungen gab es wiederholt Vorschläge, lokale Funde miozäner Menschenaffen, die einen eigenen Gattungsnamen erhalten hatten, umzubenennen und in der Gattung Dryopithecus zusammenzufassen.
Schätzungen besagen, dass Dryopithecus – je nach Größe der Art – zwischen 18 und 45 kg wog. Für Dryopithecus brancoi wurde ein Gehirnvolumen von ungefähr 280 bis 350 Kubikzentimeter berechnet. Aufgrund seines Gebisses und anderer Knochenfunde geht man davon aus, dass Dryopithecus ein Waldbewohner war, der überwiegend auf Bäumen lebte, selten auf den Boden herab kam und sich vermutlich – erschlossen vom dünnen Zahnschmelz – vorwiegend von Früchten, Blättern und anderer weicher Pflanzennahrung ernährte. Die Gesichtsknochen von Dryopithecus und insbesondere seine hinteren Backenzähne weisen Merkmale auf, die auch bei heute noch lebenden Menschenaffen zu finden sind, bei anderen miozänen Affen jedoch nur bei der spät-miozänen Gattung Ouranopithecus. Von den zeitweise als Dryopithecus laietanus (= Hispanopithecus laietanus) bezeichneten Funden aus Katalonien heißt es, dass die Tiere dieser Art sich hangelnd unterhalb von Ästen fortbewegen konnten.
Die Oberarmknochen und einige andere Knochen des Skeletts von Dryopithecus unterhalb des Kopfes weisen Merkmale auf, die denen der heute lebenden Gorillas ähneln. Auch dies hat dazu beigetragen, die Gattung in die unmittelbare Nähe der Vorfahren der Menschenaffen zu rücken. „Die meisten morphologischen Übereinstimmungen (...) werden allerdings von der Mehrheit der Autoren nicht als Synapomorphien, sondern als Homoplasien erachtet“, das heißt als mehrfach unabhängig voneinander entstanden.

## Einordnung in die Ahnenreihe
Die Einordnung der Gattung in den Stammbaum der Altweltaffen ist umstritten; es gibt – wie bei Oreopithecus – zwei Varianten:
1. Dryopithecus ist eine Gattung der Menschenartigen (Hominoidea) und Teil der Familie der Menschenaffen.
2. Dryopithecus bildet eine eigene Familie (Dryopithecidae) und stellt einen Seitenzweig zur Entwicklung der Menschenaffen dar.

David R. Begun fasste 2009 die Gattungen Dryopithecus, Rudapithecus und Hispanopithecus sowie Ouranopithecus und Graecopithecus in der Tribus Dryopithecini zusammen.
Zahlreiche Funde, die zunächst zur Gattung Dryopithecus gestellt wurden, erhielten später andere Bezeichnungen:
- Ein 1915 von Guy Ellcock Pilgrim als Dryopithecus punjabicus benanntes Oberkieferfragment wird heute von einem Teil der Experten als Ramapithecus punjabicus, von anderen als Sivapithecus punjabicus ausgewiesen.

- Die zunächst als Dryopithecus sivalensis ausgewiesenen Funde werden heute zu Equatorius africanus gestellt.[11]

- Die zunächst als Dryopithecus keiyuanensis und später als Ramapithecus keiyuanensis bezeichneten Funde werden seit 1987 als Lufengpithecus keiyuanensis zur Gattung Lufengpithecus gestellt.[12]

- Die erstmals 1944 als Hispanopithecus laietanus bezeichneten Fossilienfunde wurden später von einigen Autoren als Dryopithecus laietanus geführt, inzwischen werden sie aber wieder zur Gattung Hispanopithecus gestellt. Auch für Rudapithecus hungaricus gab es den Vorschlag, diese Funde in Dryopithecus hungaricus umzubenennen.

Einige Forscher gehen davon aus, dass es sich bei Dryopithecus und Proconsul um die gleiche Gattung handelt, weswegen z. B. die Bezeichnungen Dryopithecus africanus, Dryopithecus major und Dryopithecus nyanzae synonym sind mit Proconsul africanus, Proconsul major und Proconsul nyanzae.

## Belege
1. ↑  Édouard Armand Lartet: Note sur un grand singe fossile qui se rattache au groupe des singes supérieurs. In: Comptes rendus de l'Académie des Sciences, Paris. Band 43, 1856, S. 219–223.
2. ↑  David R. Begun und László Kordos: Revision of Dryopithecus brancoi SCHLOSSER, 1901 based on the fossil hominoid material from Rudabánya. In: Journal of Human Evolution. Band 25, Nr. 4, 1993, S. 271–285, doi:10.1006/jhev.1993.1049. 
 László Kordos und David R. Begun: A new cranium of Dryopithecus from Rudabánya, Hungary. In: Journal of Human Evolution. Band 41, Nr. 6, 2001, S. 689–700, doi:10.1006/jhev.2001.0523, Volltext (PDF). (Memento vom 20. Juli 2018 im Internet Archive)
3. ↑  laut Paleobiology Database
4. ↑  Zugang zur Erstbeschreibung der Gattung Dryopithecus.
5. ↑  Maria Mottl: Bericht über die neuen Menschenaffenfunde aus Österreich, von St. Stefan im Lavanttal, Kärnten. In: Carinthia II. Band 67, 1957, S. 39–84, [hier: S. 43], Volltext.
Fossilien: Kärntens „versteinerte Geschichte“. Auf: kaernten.orf.at, 5. Februar 2015. (Abgerufen am 28. Juli 2025).
6. ↑  David R. Begun, László Kordos: Cranial evidence of the evolution of intelligence in fossil apes. In: Anne E. Russon, David R. Begun (Hrsg.): The Evolution of Thought. Evolutionary Origins of Great Ape Intelligence. Cambridge University Press, Cambridge 2004, S. 261, ISBN 0-521-78335-6.
7. ↑  David R. Begun: European Hominoids. In: Walter C. Hartwig (Hrsg.): The Primate Fossil Record. Cambridge University Press, 2002, S. 365.
8. ↑  Fiorenzo Facchini: Die Ursprünge der Menschheit. Konrad Theiss Verlag, Stuttgart 2006, S. 62.
9. ↑  Winfried Henke, Hartmut Rothe: Stammesgeschichte des Menschen. Springer Verlag, Berlin 1999, S. 62.
10. ↑  David R. Begun: Dryopithecins, de Bonis, and the European origin of the African apes and human clade. In: Geodiversitas. Band 31, Nr. 4, 2009, S. 789–816, Volltext (PDF; 3,0 MB).
11. ↑  Steve Ward, Barbara Brown, Andrew Hill, Jay Kelley und Will Downs: Equatorius: A New Hominoid Genus from the Middle Miocene of Kenya. In: Science. Band 285, Nr. 5432, 1999, S. 1382–1386, doi:10.1126/science.285.5432.1382.
12. ↑  Rukang Wu: A revision of the classification of the Lufeng great apes. In: Acta Anthropologica Sinica. Band 6, Nr. 4, 1987, S. 265–271, Zugang zum Volltext (chinesisch, mit Abb.)